# Kujira
Wakako Matsumoto (松本 和香子 Matsumoto Wakako?) (1 de abril de 1960), más conocida como Kujira (くじら Kujira?) es una seiyū de Tokio. Contratada por 81 Produce, hace la voz del antagonista de Naruto, Orochimaru, de Otose en Gintama y Ella en Sonic X.

## Series de televisión
- Bamboo Blade ('Old Hag')
- Beastars (Rokume)
- Beyblade (Nobuo)
- Case Closed (Hachirō Shiotataira's wife)
- Ceres, The Celestial Legend (Kyū Oda)
- Cooking Papa (Katsuyo Yoshioka)
- Demashita! Powerpuff Girls Z (Miss Tenjō)
- Full Metal Panic! (Peggy Goldberry)
- Ge Ge Ge no Kitaro (Guwagoze)
- Gintama (Terada Ayano/Otose)
- Hamtaro (Tonkichi)
- Haré+Guu (Obaasan)
- Hell Girl (Meiko Shimono)
- Higurashi no Naku Koro ni (Landlady, Tamae Hōjō)
- I My Me! Strawberry Eggs! (Ruru Sanjō)
- Jigoku Shōjo (Meiko Shimono)
- Kogepan (Sumi)
- Koni Chan (Koni)
- Kyo Kara Maoh! (Queen Kumahachi)
- Lucky ☆ Star (EXTRAS)
- Magical Nyan Nyan Taruto (Sabure)
- Naruto (Orochimaru)
- Romeo no Aoi Sora (Enbelino, Faustino)
- Sakamoto desu ga? (Shigemi Kubota)
- Sgt. Frog (Disneyland yokozuna)
- Sonic X (Ella)
- Tactics (Book Ghost)
- You're Under Arrest (Auntie Haramura)
- Danganronpa The Animation (Oogami Sakura)
- 100-man no Inochi no Ue ni Ore wa Tatte Iru (Reina Ogro)
- Mato Seihei no Slave (Rairen)

## Videojuegos
- Dangan Ronpa: Academy of Hope and High School Students of Despair (Sakura Oogami)
- League of Legends (LeBlanc)